# TOEFL Junior
TOEFL Junior（トフルジュニア）は、教育試験サービス（Educational Testing Service）が主催している、英語を母語としない中高生の英語運用能力を測定する世界共通のテストである。
TOEFLが主に大学教養レベルでの英語運用能力を測るテストであるのに対し、TOEFL Juniorはその中高生版である。受験の時点での自らの英語力を測定するテストであり、合否判定はなく、600～900のスコアで表される。
2010年、すでに韓国をはじめとするアジア、南米、中東、ヨーロッパで正式導入され、日本でも2011年度から導入が開始されている。

## テスト構成
すべて英語で出題され、英語で答える、四択のマークシート方式。
| セクション   | 問題数 | 回答時間 | スコア   |
| ------------ | ------ | -------- | -------- |
| リスニング   | 42問   | 約40分   | 200～300 |
| 文法・語彙   | 42問   | 25分     | 200～300 |
| リーディング | 42問   | 50分     | 200～300 |
| Total        | 126問  | 約115分  | 600～900 |

## 受験方法
日本での受験はTOEFL Junior日本公式サイトから申し込める。2013年度は6月と11月に公開テストの実施が予定されている。また学校団体受験も実施している。